# MISCA
Die  Internationale Unterstützungsmission in der Zentralafrikanischen Republik (MISCA – franz. Akronym für: Mission internationale de soutien à la Centrafrique sous conduite africaine) ist eine Friedensmission unter Führung der Afrikanischen Union (AU) in der Zentralafrikanischen Republik.
MISCA wurde am 5. Dezember 2013 auf Grundlage der Resolution des Sicherheitsrates der Vereinten Nationen RES 2127 begonnen und dient der Stabilisierung der Zentralafrikanischen Republik. Aufgrund des Putsches  durch Michel Djotodia 2012, der im Januar 2014 auf Druck der AU zurücktrat, befanden sich etwa 650.000 bis 1 Million Menschen auf der Flucht und etwa 188.000 Menschen in den Nachbarländern.
Die Mission wird von Frankreich durch eine eigene Operation Sangaris unterstützt und vorbereitet. Die UN-Resolution 2127 beinhaltet die Möglichkeit, die Mission unter Führung der UNO in einem größeren Rahmen mit Friedenstruppen aus mehr Ländern weiterzuführen, sofern die notwendig ist und gegebenenfalls lokale Bedingungen erfüllt sind (siehe MINUSCA, RES 2149).

## Friedensmission
Die Friedensmission soll 3.600 Soldaten der AU umfassen, vor allem aus Gabun, Kamerun, Kongo-Brazzaville und dem Tschad. Auf Grundlage der Resolution des UNO-Sicherheitsrates RES 2134 genehmigten die EU-Außenminister am 10. Februar auf Drängen Frankreichs die Einrichtung der Operation EUFOR RCA.
Am 19. Dezember 2013 wurde in Bangui die Aufgabe der Friedensmission von der ECCAS Peace Consolidation Mission in the Central African Republic (MICOPAX) auf die MISCA übertragen.
Zur Finanzierung weiterer Maßnahmen wurde auf einer Geberkonferenz im Februar 2014 366 Millionen Euro an Soforthilfe zugesagt, davon mehr als 100 Millionen von der Europäischen Kommission. Die Mission der AU wird von der Europäischen Union mit etwa 75 Millionen Euro zusätzlich unterstützt.